# Tetracyanochinodimethaan
Tetracyanochinodimethaan of TCNQ is een organische verbinding met als brutoformule C12H4N4. De structuur is verwant met die van 1,4-benzochinon. Het gedraagt zich als een elektronenacceptor die veel gebruikt wordt in de bereiding van ladingstransferzouten die belangrijk zijn in de moleculaire elektronica.

## Synthese
Tetracyanochinodimethaan wordt bereid door 1,4-cyclohexaandion te laten reageren met malonnitril. Het gevormde dieen wordt met dibroom gedehydrogeneerd:
{\displaystyle {\ce {C6H8O2 + 2CH2(CN)2 -> C6H8(C(CN)2)2 + 2H2O}}}
{\displaystyle {\ce {C6H8(C(CN)2)2 + 2Br2 -> C6H4(C(CN)2)2 + 4HBr}}}

## Toepassingen
Net als tetracyano-etheen (TCNE), wordt tetracyanochinodimethaan makkelijk gereduceerd tot een blauwgekleurd radicalair anion. Met de elektronendonor tetrathiafulvaleen (TTF), wordt TTF-TCNQ (een zogenaamd organische metaal) gevormd, waarbij tetracyanochinodimethaan optreedt als elektronenacceptor. Het gevormde zout kristalliseert als een eendimensionaal polymeer, bestaande uit gescheiden stapels van kationen en anionen van respectievelijk de donor en de acceptor.